# Tachardina lereddei
Tachardina lereddei är en insektsart som beskrevs av Alfred Serge Balachowsky 1950. Tachardina lereddei ingår i släktet Tachardina och familjen Kerriidae.
Artens utbredningsområde är Algeriet. Inga underarter finns listade i Catalogue of Life.